# Philippines (Histoire de Lyon)
Pour les articles homonymes, voir Philippine.
Histoire de Lyon au Moyen Âge
Bulle d'or - Permutatio - Traité de Vienne - Philippines - Charte Sapaudine
La Grande et la Petite Philippines sont deux traités conclus à Pontoise en septembre 1307 entre, d'une part, Philippe le Bel (d'où ils tirent leur nom) et, d'autre part, des personnalités lyonnaises à qui le roi conférait et surtout ôtait des pouvoirs.

## Contexte
Pour des articles plus généraux, voir Lyon de l'an mil au rattachement à la France et Rattachement de Lyon à la France.
Au début du XIVe siècle, Lyon, juridiquement située dans le Saint-Empire romain germanique, est en pratique une cité presque indépendante, gouvernée par l'archevêque de Lyon et par le chapitre cathédral.
De son côté, Philippe le Bel cherche à étendre son territoire. Mais surtout, il cherche à contrer l'autorité du pape. Or Lyon est à cette époque un soutien constant du pouvoir pontifical. En rattachant Lyon à la France, le roi cherche à ôter un soutien de poids à son principal adversaire.
Les traités sont signés avec l'archevêque Louis de Villars. Dissimulés à la Révolution française par les chanoines sur les voûtes de la cathédrale Saint-Jean, les originaux ont été retrouvés en 1915 et sont désormais conservés aux Archives du département du Rhône et de la métropole de Lyon.

## La Grande Philippine

Original de la Grande Philippine conservé aux Archives du département du Rhône et de la métropole de Lyon, 10 G 2546.

La Grande Philippine, signée en septembre 1307, entérine les prétentions de Philippe le Bel sur la ville de Lyon,.

## La Petite Philippine
La Petite Philippine, également datée de septembre 1307, confirme la Permutation de 1173 en en trahissant les termes : la date de la permutation n'est pas évoquée, le roi nomme le comte « de Lyon et de Forez », et non simplement « de Forez ».

## Effets
Le seul changement notable induit par la signature des traités est la nomination d'un gardiateur représentant le roi à Lyon, actant une présence de fait depuis 1292. Mais, à moyen terme, ce traité et cette nomination sont dénoncés en 1310 par l'archevêque suivant, Pierre de Savoie, fort du soutien d'Amédée V, comte de Savoie, et du pape Clément V. La résistance de l'archevêque est le fruit d'un piège diplomatique ourdi et exécuté par Guillaume de Nogaret pour le compte de Philippe le Bel ; en réaction, l'armée royale est mise en branle sous la conduite de Charles de Valois et du futur Louis le Hutin ; elle assiège Lyon entre juin et juillet 1310, ce qui aboutit en avril 1312 au Traité de Vienne qui entérine le rattachement de Lyon à la France.
Certains historiens ont pu noter la parenté entre la Bulle d'or de Frédéric Barberousse, d'une part, et les Philippines, d'autre part. Mais ils notent également que, si les principes affirmés dans ces deux documents sont globalement les mêmes, les objectifs qui président à leur rédaction sont en revanche complètement différents. Cela se ressent dans l'ingérence dont fait preuve Philippe le Bel : le roi devient en particulier l'instance d'appel ultime, se plaçant par là-même au-dessus de l'Église ; d'autre part, son représentant, le gardiateur, habite à demeure dans la ville.